# (21086) 1992 AO1
1992 أي أو 1 (ويعرف أيضًا باسم (21086) 1992 أي أو 1 وفق تسمية الكوكب الصغير) (بالإنجليزية: 1992 AO1)‏ هو كويكب ضمن حزام الكويكبات؛ وترتيبه 21086 من حيث الاكتشاف.
اكتُشف هذا الجُرم الفلكي بواسطة Shūji Hayakawa ‏ في 10 يناير 1992.

## وصلات خارجية
- (21086) 1992 AO1 في قاعدة بيانات مختبر الدفع النفاث لأجرام النظام الشمسي الصغيرة

- الاكتشاف · مخطط المدار ·  العناصر المدارية · المعلمات المادية

- (21086) 1992 AO1 على موقع ويكي سكاي: DSS2, SDSS, GALEX, IRAS, Hydrogen α, X-Ray, Astrophoto, Sky Map, Articles and images